# Berrechid
Berrechid (en arabe: برشيد) est une ville marocaine située dans la région de Casablanca-Settat. Sa participation dans l'agriculture au niveau national marocain est de 13,25 %.

## Géographie
Elle se situe au milieu des plaines de la région historique de la Chaouia, connue pour son emplacement stratégique et se situe à 32 km au sud de Casablanca, à 196 km de Marrakech et à 90 km d'El Jadida.

## Démographie
Sa population est arabophone et provient des Ouled Hriz.

## Administration et politique

### Présidents du conseil communal
- Mohamed Benchaib (PI) : élection communale de 2009.
- Abderrahim Elkamili (PAM)[1] : élection communale de 2015.
- Tarik Kadiri (PI) : élection communale de 2021.

## Partenariat
Accord de coopération :
- Namur (Belgique) depuis 2008[2]

## Économie
La ville de Berrechid :

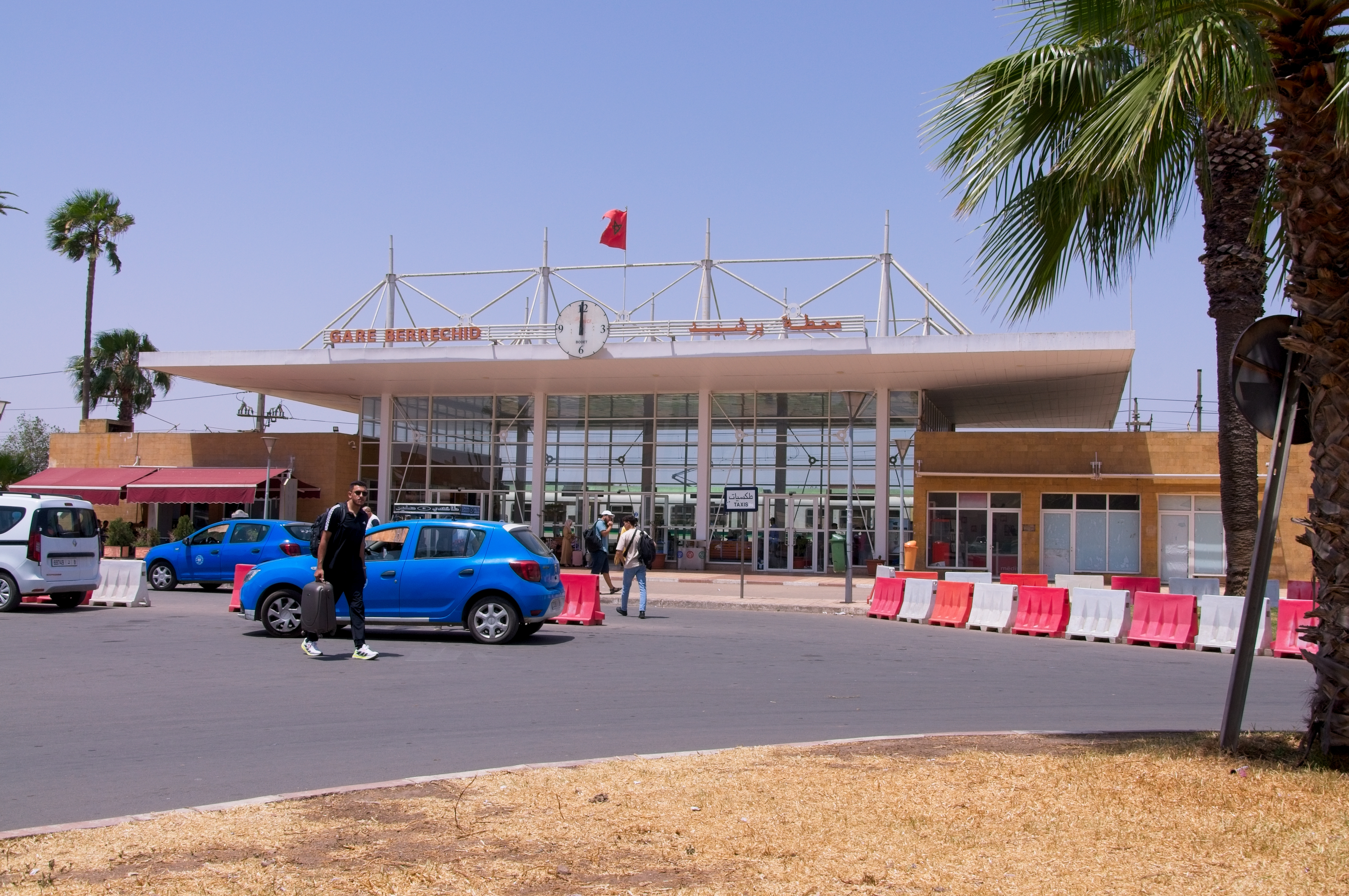
La gare ONCF de Berrechid au Maroc le 8 juin 2025

- participe à 13,25 % à la production agricole nationale ;
- possède une zone industrielle, d'une superficie de 412 hectares, avec 104 unités industrielles dans différents domaines : électrique, alimentaire, tissus, mécanique, produits cosmétiques, agricole, etc.
- organise chaque année le Festival du Printemps pendant le mois de juillet lors duquel les industriels exposent leurs produits, ainsi qu'une soirée musicale et la Tbourida, avec des chevaux.

## Personnalités liées  à la commune
- Bruno Barbey (1941-2020), photographe franco-suisse[3].